# Aganisia
Aganisia – rodzaj roślin z rodziny storczykowatych (Orchidaceae), do którego należą 3 gatunki. Uzyskano także kilka hybryd międzyrodzajowych. Nazwa tego rodzaju pochodzi od greckiego słowa agnos, które oznacza wdzięczność i prawdopodobnie wzięło się od słodkiego zapachu kwiatów tego rodzaju.
Te niewielkie, epifityczne rośliny występują w sawannie drzewiastej, wilgotnych lasach równikowych, nad rzekami Trynidadu, Brazylii, Kolumbii, Wenezueli, Gujany i Peru. Stanowiska znajdują się przeważnie na wysokości 100-500 m, rzadko na wysokości powyżej 1000 m n.p.m. W warunkach naturalnych rośliny kwitną od stycznia do sierpnia, bardzo sporadycznie odnotowano także kwitnienie w październiku.
Rośliny z tego rodzaju posiadają niewielkie pseudobulwy oraz małe kwiaty wyrastające z pnącego kłącza. Kwiaty osiągają wielkość 4 cm. Kolorystyka kwiatów u tego rodzaju jest rzadka wśród orchidei – od różowo-fioletowego po niebiesko-fioletowy. Rośliny z tego rodzaju są rzadko uprawiane.

## Systematyka
Rodzaj sklasyfikowany do podplemienia Zygopetalinae w plemieniu Cymbidieae, podrodzina epidendronowe (Epidendroideae), rodzina storczykowate (Orchidaceae), rząd szparagowce (Asparagales) w obrębie roślin jednoliściennych.
Wykaz gatunków
- Aganisia cyanea (Lindl.) Rchb.f.
- Aganisia fimbriata Rchb.f.
- Aganisia pulchella Lindl.

Międzyrodzajowe hybrydy:
- ×Downsara. = Aganisia × Batemannia × Otostylis × Zygosepalum
- ×Hamelwellsara = Aganisia × Batemanniana × Otostylis × Zygopetalum × Zygosepalum
- ×Masonara = Promenaea × Aganisia × Batemanniana × Colax × Otostylis × Zygopetalum × Zygosepalum
- ×Otonisia = Aganisia × Otostylis
- ×Zygonisia = Aganisia × Zygopetalum